# チェリーバレー虐殺
チェリーバレー虐殺（チェリーバレーぎゃくさつ、英: Cherry Valley massacre）は、アメリカ独立戦争の1778年11月11日、ニューヨーク東部のチェリーバレーにあった砦と村を、イギリス軍とイロコイ族インディアンが攻撃したものである。この戦争を通じて最大級に恐ろしいフロンティアでの虐殺と言われてきた。イギリス軍正規兵、ロイヤリスト民兵、イロコイ連邦に属するセネカ族とモホーク族インディアンの混成部隊がチェリーバレーに下ってきた。守備隊は警告を受けていたにも拘わらず、攻撃に対する備えができていなかった。この襲撃の間に、特にセネカ族は非戦闘員を標的にし、多くの武装守備兵に加えて非戦闘員30人を殺したと伝えられている。
この襲撃はウォルター・バトラーの全体指揮下にあったが、バトラーはインディアンに対してはその権限をほとんど行使しなかった。歴史家のバーバラ・グレイモントは、バトラーの指揮を「犯罪的に無能」と表現している。セネカ族は、7月3日のワイオミングの戦いで残虐行為を働いたと告発されたこと、およびこの虐殺の少し前に、植民地人がセネカ族の前進作戦基地であるユナディラ、オナカガ、タイオガを破壊したことに怒っていた。バトラーのインディアンに対する権威は、モホーク族指導者のジョセフ・ブラントを粗略に扱ったことで台無しにされていた。残虐行為が起こるままにさせたと非難されたことに対し、セネカ族を拘束する力は無かったと繰り返し主張した。
ブラントは1778年の作戦期間に残酷であるという不当な評判を得ていた。ワイオミングの戦いでは戦場に居なかったが、多くの者がブラントが居たと考えた。またチェリーバレーで起きた残虐行為を積極的に抑えようとしていた。この虐殺は報復の呼びかけに繋がり、1779年のサリバン遠征ではイロコイ族をニューヨーク西部から追い出すことになった。

## 背景
1777年、イギリス軍将軍ジョン・バーゴインが、ハドソン川流域の支配を巡って作戦を展開した。バーゴインはこの年10月、サラトガの戦い後に降伏を強いられた。その後のアップステート・ニューヨークはフロンティア戦争となった。モホーク・バレーは土壌が肥沃だったので、愛国者軍に供給する穀物が大量に栽培されたために特に標的とされた。ケベック植民地のイギリス軍当局は、ロイヤリストとインディアン・ゲリラ戦士に物資や武器を与えて支援した。1777年から1778年に掛けての冬、ジョセフ・ブラントなどイギリス軍と同盟するインディアンはニューヨークとペンシルベニアのフロンティアにある開拓地攻撃の作戦を立てた。1778年2月、ブラントはオナカガ（現在のニューヨーク州ウィンザー）に作戦基地を設立した。イロコイ族やロイヤリストの混成部隊を徴募し、5月に行動を始めたときは総勢200ないし300名になっていたと推計されている。ブラントの目的の1つは部隊の食料を確保することであり、またサスケハナ川バレーでの作戦展開を計画していたジョン・バトラーの部隊にも食料を供給することだった。
ブラントは5月遅くにコブルスキルを襲撃することでその作戦を開始し、夏の間フロンティアの集落に対する襲撃を続けた。この地域を守っていた民兵隊や大陸軍が現場に到着する前に襲撃隊は逃亡してしまっているのが常だったので、守備隊は襲撃隊に対して無力だった。9月にブラントとバトラー・レンジャーの幾らかがジャーマンフラッツを攻撃した後、アメリカ側は懲罰遠征隊を組織し、10月初旬にはユナディラとオナカガの村を破壊した。

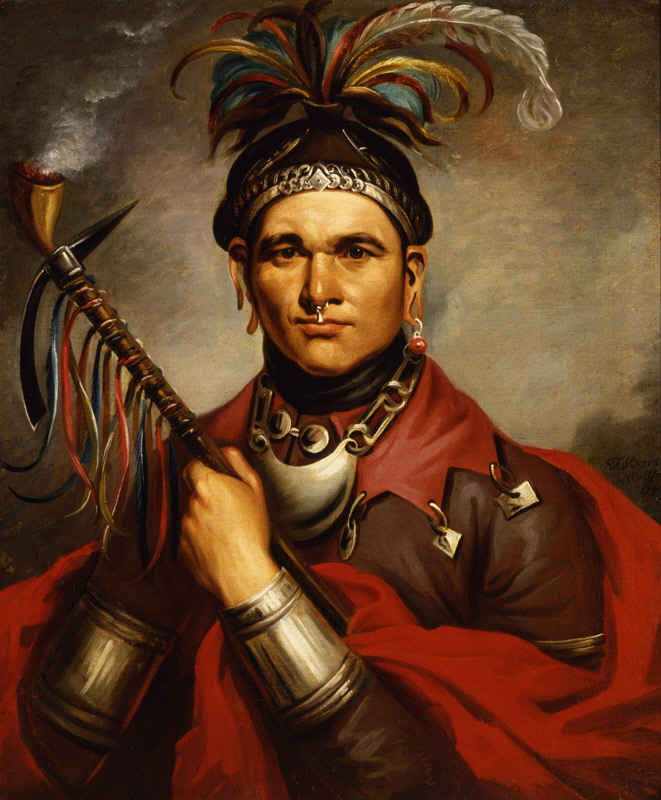
セネカ族の戦闘指導者コーンプランター

ブラントがモホーク・バレーで活動を続ける一方で、バトラーは大規模な混成部隊を率いて7月初旬にペンシルベニア北部のワイオミング・バレーを襲撃した。この行動が事態を複雑にした。バトラー隊に入っていたセネカ族が非戦闘員を虐殺したと告発されたことであり、それから間もない時期に釈放された愛国者民兵が釈放条件を無視し、タイオガに対する報復遠征に参加したことだった。特にセネカ族に対する告発にはおぞましい宣伝が伴ったことで、セネカ族を怒らせ、さらにユナディラ、オナカガ、タイオガが破壊されたことでその怒りが募った。ワイオミング・バレーへの攻撃にブラントは参加していなかったが、愛国者の中に特に残酷な敵としてブラントを見る意識を加速させた。
その後ブラントはウォルター・バトラー（ジョン・バトラーの息子）大尉の部隊に合流した。その部隊はジョン・マクドネル大尉とウィリム・コールドウェル大尉が指揮するバトラー・レンジャーの2個中隊からなり、スコハリー・クリーク沿いの主要開拓地であるチェリーバレーへの攻撃を目指していた。バトラーの部隊には、コーンプランターあるいはサエンクラータのどちらかが率いるセネカ族300名に、イギリス正規軍第8歩兵連隊の兵士50名も加わっていた。この部隊がチェリーバレーに移動する途中で、ブラントがロイヤリストを徴募したことについてバトラーと喧嘩になった。ブラントがこのようなことに成功したことでバトラーは不満であり、ブラントのロイヤリスト志願兵から食料を取り上げると脅した。ロイヤリストの中の90名は諦めて遠征隊を去り、ブラント自身もそうするところだったが、インディアンのブラント支持者が説得して思いとどまった。この論争はインディアンにとって納得のいかないものであり、バトラーのインディアンに対する脆弱な権威をさらに弱らせた可能性がある。

## 虐殺
チェリーバレーは、ブラントがコブルスキルを襲撃した後で、村の集会所周りに防柵を巡らせた砦だった。大陸軍第7マサチューセッツ連隊の300名が駐屯し、イカボッド・オールデン大佐が指揮を執っていた。アルデンとその参謀は、11月8日にオネイダ族インディアンのスパイを通じて、バトラーとブラントの部隊がチェリーバレーに向かっているという警告を受けた。しかしオールデンは細心の注意を払わず、砦から400ヤード (360 m) ほどの距離にある作戦本部（ウェルズという開拓者の家）を占領し続けていた。
バトラー隊は11月10日遅くにチェリーバレー近くに到着し、探知されるのを避けるために火を使わない宿営を張った。町を偵察した者がオールデンの配置の弱点を識別し、部隊を2つに分け、1隊はオールデンの作戦本部に、1隊は砦に攻撃を掛けることになった。その夜に開かれた作戦会議で、バトラーは部隊のインディアンから非戦闘員に害を及ぼさないという約束を取り付けた。
攻撃は11月11日早朝に開始された。血気に逸ったインディアン数人が、近くで木を切っていた開拓者に発砲したので、急襲の効果が損なわれた。開拓者の1人が逃げ出して警告を伝えた。リトルベアードが率いたセネカ族部隊がウェルズの家を包囲し、部隊の主力は砦を取り囲んだ。作戦本部を守っていた士官と兵卒の少なくとも16人が殺され、その中にはウェルズの家から砦に走って逃げようとしたオールデンも含まれていた。この時の証言に拠れば、オールデンはもう少しで砦の門に辿り着くところだったが、立ち止まってその追跡者を狙撃しようとした。その追跡者がジョセフ・ブラントだった可能性がある。オールデンの拳銃が濡れていたのか何度も失火している間に、飛んできたトマホークが額に当たって殺された。副指揮官のウィリアム・ステイシー中佐もウェルズの家を宿泊所に使っており、捕虜になった。ステイシーの息子のベンジャミンと従兄弟のルーファス・ステイシーは、銃弾の雨の中を走って砦まで逃げられたが、ステイシーの義兄弟ギデオン・デイは殺された。ウェルズの家を襲った者達は家の中に入り、白兵戦になった。そこにいた兵士の大半を殺した後、セネカ族はウェルズ家の家族12人全員を殺した。
砦を攻撃した襲撃隊は重火器が無かったのでうまくいかなかった。防御柵に対して効果的な損傷を与えられなかった。インディアンが開拓地の他の部分を荒らして回る間、ロイヤリストが砦への監視を続けた。1軒の家も建っているものは無くなり、報復を求めていたセネカ族は出遭う者全てを殺したと伝えられている。バトラーとブラントはインディアンの行動を抑えようとしたが、無駄だった。特にブラントはその中の多くの家族を知っており、友人の中に入れていた者達がセネカ族の暴行の餌食になったことを知って動揺した。例えばウェルズ、キャンベル、ダンロップ、クライドの各家族だった。

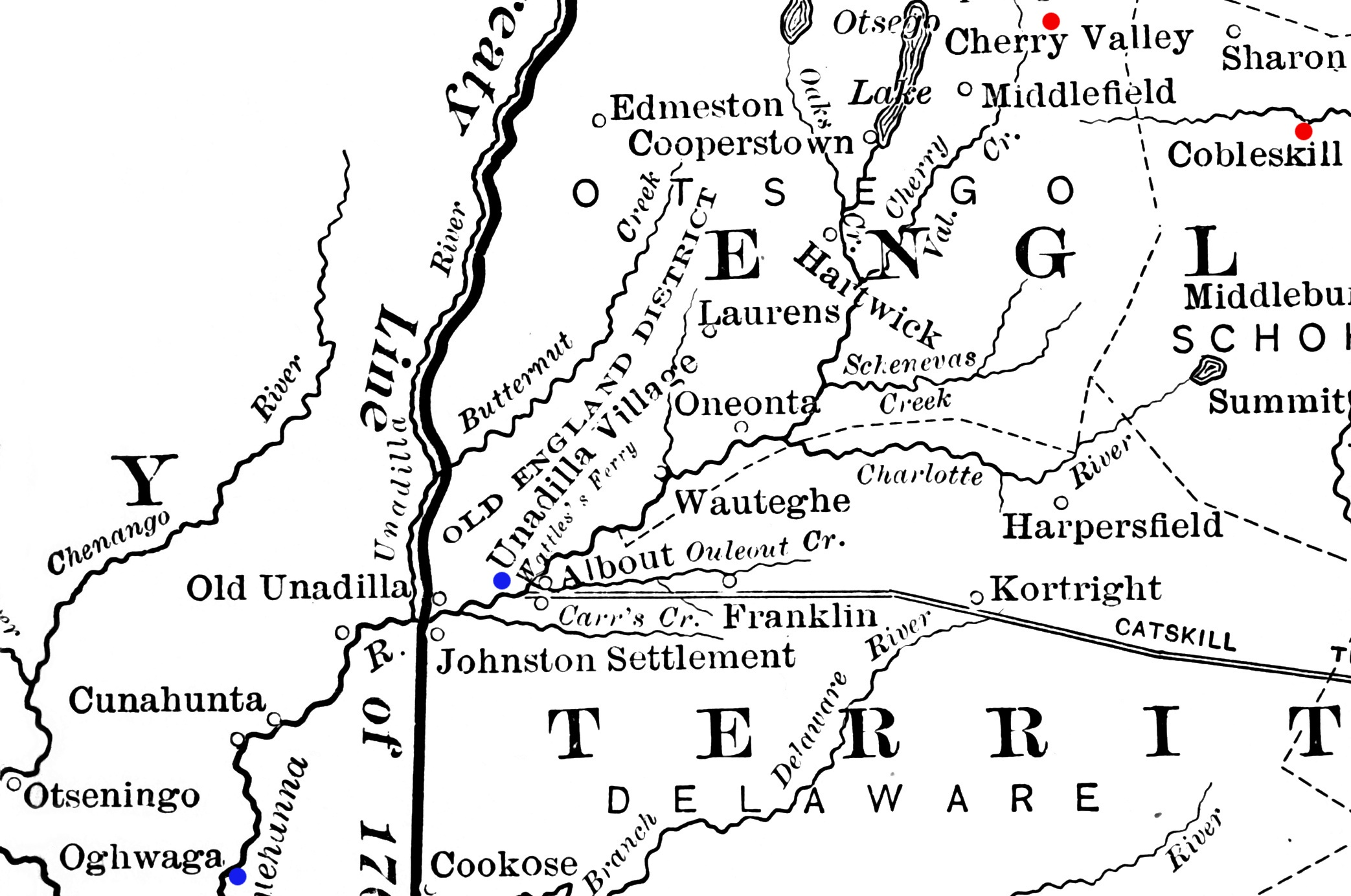
ニューヨーク西部のフロンティア地図、コブルスキルとチェリーバレーを赤で、ユナディラとオナカガを青で示す

アルデン大佐の連隊で補給係将校だったウィリアム・マッケンドリー中尉は、その日誌にこの攻撃の様子を次のように記していた。
マッケンドリーはこの虐殺の犠牲者として、オールデン大佐、その他13人の軍人、30人の住民を挙げていた。殺された兵士の大半はウェルズの家に居た者達だった。
ステイシー中佐が捕まった時の証言では、危うく殺されるところだったが、ブラントが仲裁した。「（ブラントは）オールデン大佐が殺されたときに捕虜になったステイシー中佐の命を救った。ステイシーはフリーメイソンであり、それがブラントを動かして救われたと言われている。」

## 虐殺の後
翌朝、バトラーはブラントと幾らかのレンジャーを村に派遣して、その破壊を完成させた。襲撃隊は70人を捕虜に取り、その多くは女性と子供だった。バトラーはその内の40人を逃がすことができたが、残りは捕獲者の村に配分され、交換されるまでそこに留まることになった。ステイシー中佐はイギリス軍の戦争捕虜としてナイアガラ砦に連れて行かれた。

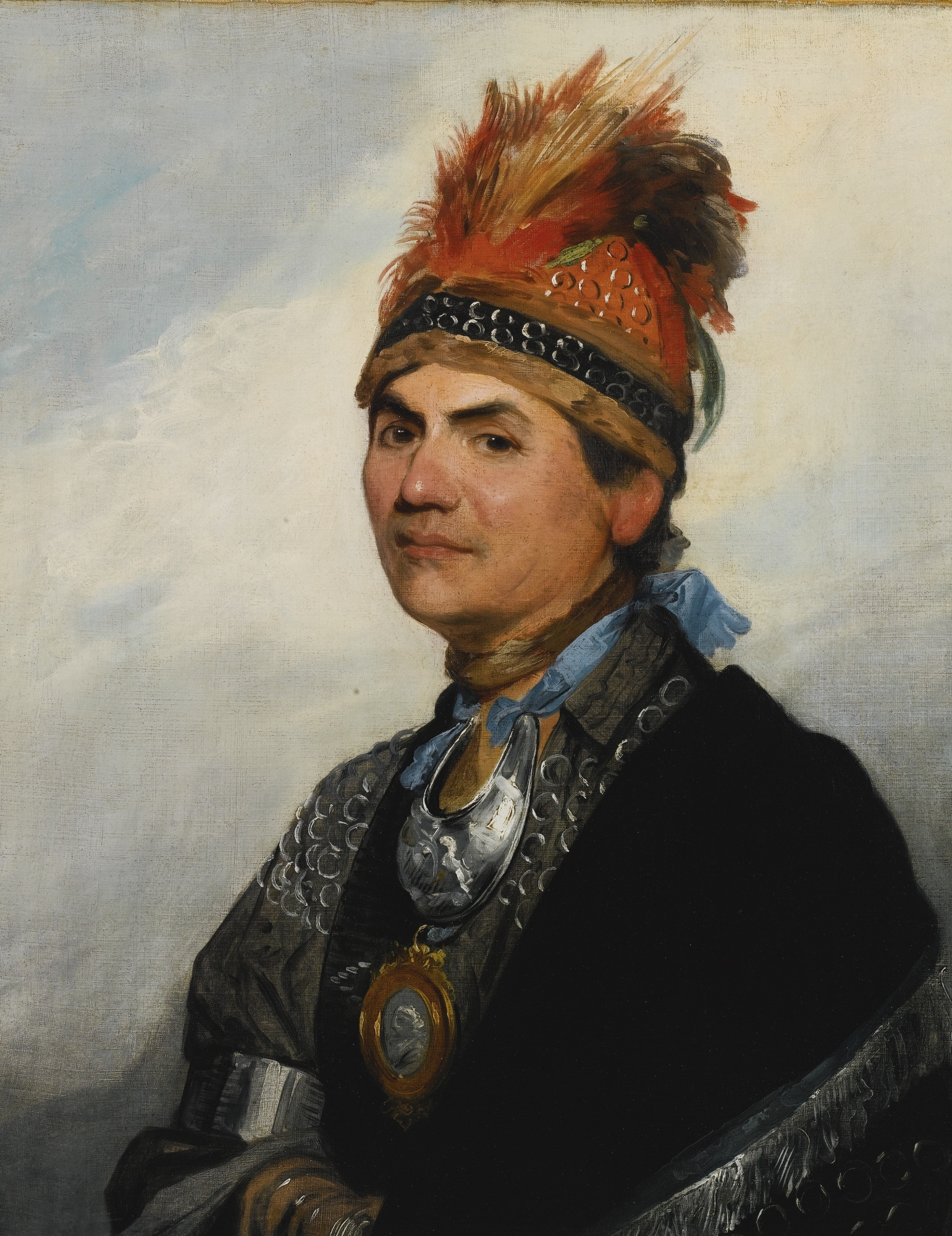
ジョセフ・ブラント、ギルバート・ステュアートが描いた肖像画

モホーク族の酋長は（ブラント）チェリーバレーでの行動を正当化するために、アメリカ軍の士官に宛てて、「あなた達は我々の家を焼いた。それが我々とその兄弟であるセネカ族インディアンを怒らせたので、我々はチェリーバレーで男性、女性、子供達を破壊した。」と記していた。セネカ族は「今後誤って告発されるようなことは無い、さもなければもう一度敵と戦うと宣言」した。この宣言の後半は今後慈悲を示すことを拒否する意志の表れだった。バトラーは、「女性や子供を救おうと細心の注意を払い努力したにも拘わらず、野蛮人の怒りの前に彼等が犠牲になるのを防げなかった」が、襲撃の間大半の時間を砦の見守りで過ごしていたのも事実だった。ケベックのフレデリック・ハルディマンド総督は、バトラーがその部隊を抑えられなかったことに動揺したので、バトラーとの会見を拒否し、「対戦した敵が恥知らずで残酷な者であったとしても、このような無差別の報復を行えば、無用で恥ずべきものである。彼等がそのために戦っている国王の気性や原則にも背くものである」と書き送った。バトラーは後の書面で、この日の出来事について責任は無いと主張し続けた。
1778年のフロンティア戦争が激しくなったので、大陸軍は対抗策を採った。チェリーバレーのことは、ワイオミングで非戦闘員を殺したという告発と共に、1779年のサリバン遠征を立ち上げる道筋を付けた。この遠征は総司令官のジョージ・ワシントン将軍が発令し、ジョン・サリバン少将が遠征隊を率いた。この遠征ではニューヨーク中部と西部のイロコイ族領土にあった40以上の集落を破壊し、女性や子供をナイアガラ砦の避難所に追いやった。しかし、これでフロンティア戦争は終わらず、1780年には新たに厳しさを増して再開された。

## 遺産
1878年8月15日にはこの虐殺から100周年であり、チェリーバレー虐殺の犠牲者に献げられた記念碑が除幕された。元ニューヨーク州知事ホレイショ・シーモアが、約1万人の聴衆を前に次のような演説を行った。
この虐殺から長年が過ぎて、ベンジャミン・ステイシーの故郷であるニューセイラムは、毎年オールドホームデイの休日を祝うようになった。ベンジャミンがチェリーバレーでうまく脱出できたことを記念しベンジャミン・ステイシー徒競走が行われている。